# Helen Cooper
Helen Cooper (Londra, 1963) è una scrittrice e illustratrice inglese, nota come illustratrice e autrice libri per bambini.
È sposata con l'illustratore americano Ted Dewan.

## Riconoscimenti
Helen Cooper ha vinto due volte la Kate Greenaway Medal, per l'eccellenza nell'illustrazione di letteratura per l'infanzia. I libri premiati sono stati The Baby Who Wouldn't Go To Bed (1996) e Pumpkin Soup (1998).

## Opere
- Kit and the Magic Kite
- The Baby Who Wouldn't Go To Bed
- Pumpkin Soup
- A Pipkin of Pepper
- Little Monster Did It!
- The Bear Under the Stairs
- Tatty Ratty
- Delicious
- Dog Biscuit
- Ella and the Rabbit

In italiano
- Tatty Ratty, Album illustrato, 36 pp., Fabbri editore, 2002, ISBN 9788845129940
- Zuppa di zucca, Fabbri editore, 1998 ISBN 884507918X